# BMW X5

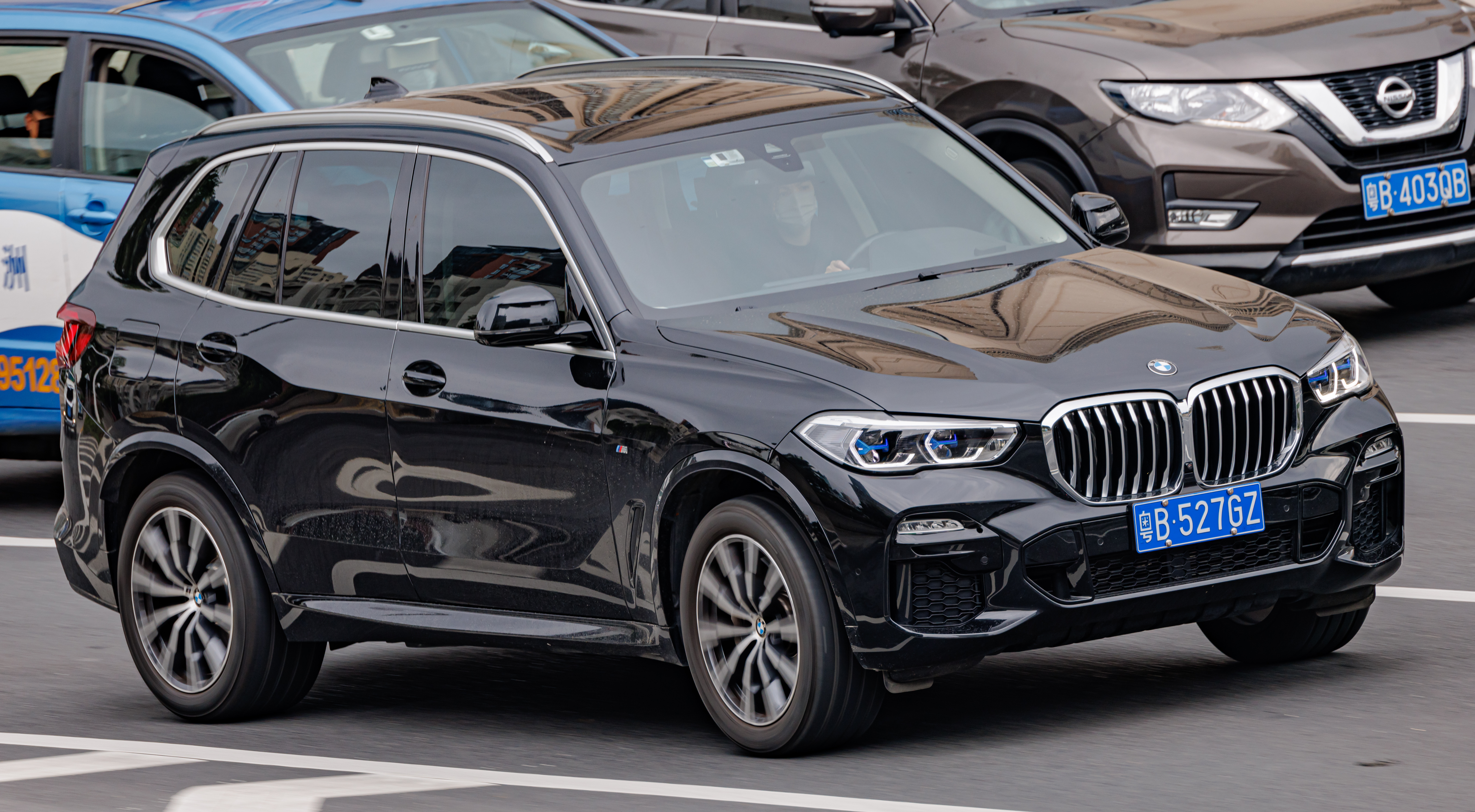
Une BMW X5.

La BMW X5 est un SUV produit par le constructeur automobile allemand BMW. Il s'agit d'un véhicule tout-terrain haut de gamme, concurrent direct des Range Rover Sport, Mercedes-Benz ML, Volvo XC90, Audi Q7, Volkswagen Touareg et Porsche Cayenne.
Il existe quatre générations de X5 : E53 (1999-2006), E70 (2006-2013), F15 (2013-2018) et G05 (depuis 2018).

## BMW X5 E53 (1999-2006)

### Phase 1 (1999-2003)
La BMW X5 est lancée en novembre 1999 sur le marché européen comme le premier tout-terrain de la marque bavaroise. BMW, alors propriétaire de Land Rover, utilise le savoir-faire de la marque pour développer son modèle X5. C'est également pour cette raison qu'elle partage de nombreux éléments avec la Range Rover L322 sortie en 2002.
À noter qu'une hypothèse intéressante voudrait que le rachat du groupe Rover par BMW ait été opéré principalement pour sortir la X5 sur les bases de la Range Rover. De fait, le Rover Group sera démantelé et revendu à Ford en 2000, juste après la sortie de la BMW X5… Cette manœuvre aurait donc permis à BMW de se positionner sur le segment VUS à moindre coût, tout en supprimant un concurrent européen en pleine croissance (Rover) et en affaiblissant son partenaire (Honda) – gardant même en cerise sur le gâteau le bénéfice de la Mini, restée possession de BMW.
Fondée sur la plateforme E39 de la Série 5, la première génération de X5 pèse près de deux tonnes. Elle bénéficie dans un premier temps d’une transmission intégrale à prise constante transmettant 38 % du couple aux roues avant et 62 % aux roues arrière. Au lancement en 2000 un unique V8 essence de 4,4 L développant 286 ch est proposé. En 2001, la gamme s’étoffe avec l’apparition d’un six cylindres essence d’entrée de gamme (le 3.0i de 231 ch) – d’un V8 essence haut de gamme (le 4.6iS de 347 ch) et d’un six cylindres Diesel (le 3.0d de 184 ch).

### Phase 2 (2004-2006)
Restylée en 2004, la BMW X5 adopte la nouvelle transmission xDrive ainsi que des motorisations plus puissantes. Le 4,4 L passe de 286 à 320 ch tandis que le 4,6 L gagne en cylindrée pour atteindre 4,8 L et 360 ch. Côté Diesel, le 3,0 L passe de 184 à 218 ch grâce à l’adoption d’une injection directe par rampe commune de deuxième génération. L’ensemble de la gamme est désormais disponible avec une transmission à six rapports (boîte mécanique et automatique à six rapports).
Cette première génération de X5 s’est écoulée à 580 000 exemplaires dans le monde et ce fut le premier grand SUV à décrocher cinq étoiles au test Euro NCAP.

### Performances et consommations

#### X5 4.6iS et 4.8iS
Visant directement la Mercedes-Benz ML 55 AMG, les X5 4.6iS et 4.8iS représentent l'offre sportive de la gamme, comme en témoignent les chiffres. La 4.6iS, produite de 2002 à 2003, a un moteur développé par Alpina pour sa B10 V8, basé sur le moteur M62, et propose d’autres modifications destinées à la rendre plus sportive. La 4.8iS, disposant d'un moteur basé sur le nouveau moteur N62, remplace la 4.6iS en 2003.

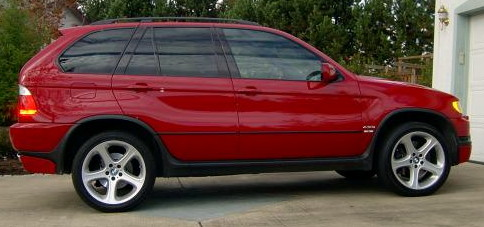
BMW X5 4.6iS
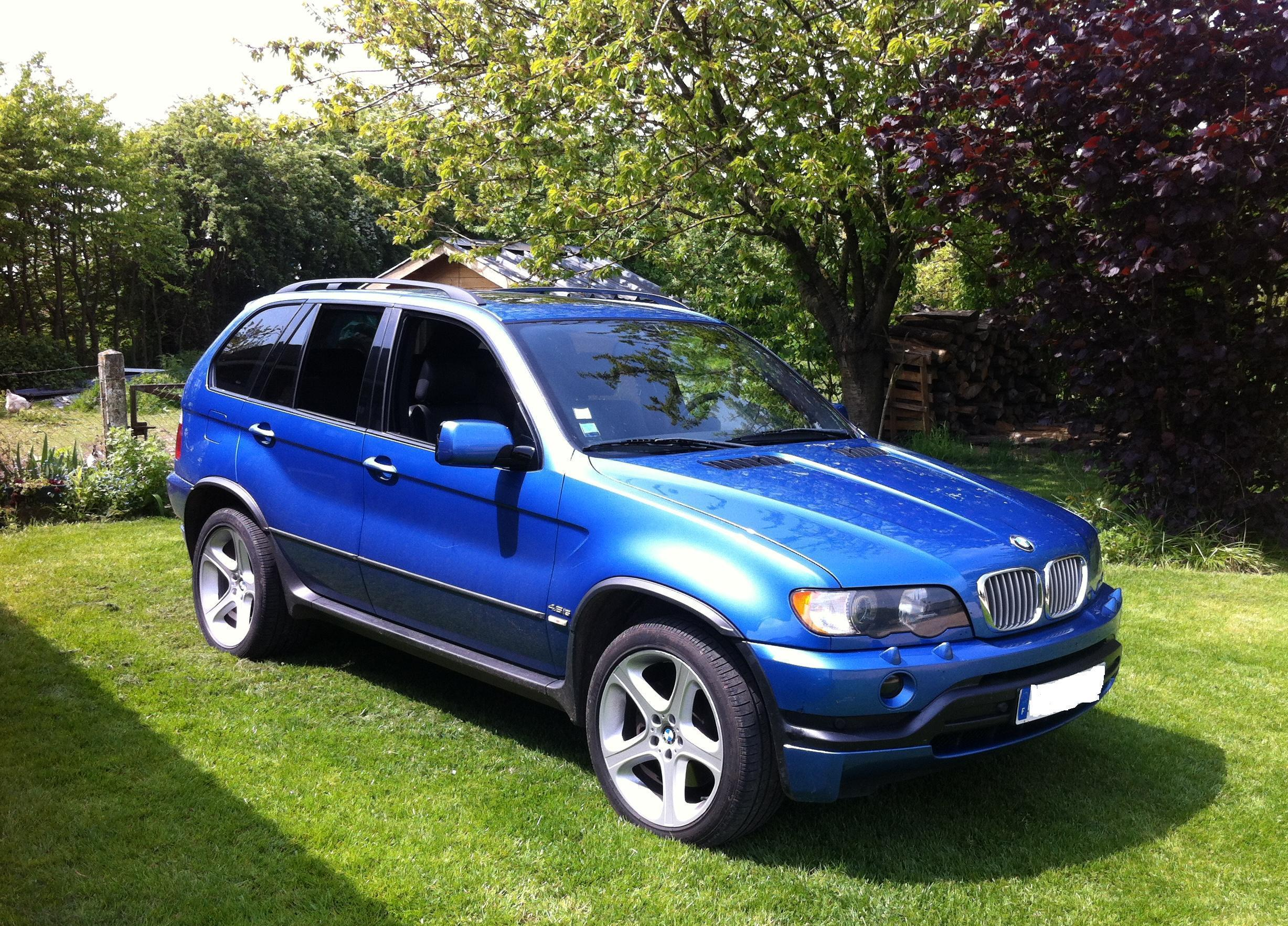
BMW X5 4.6iS
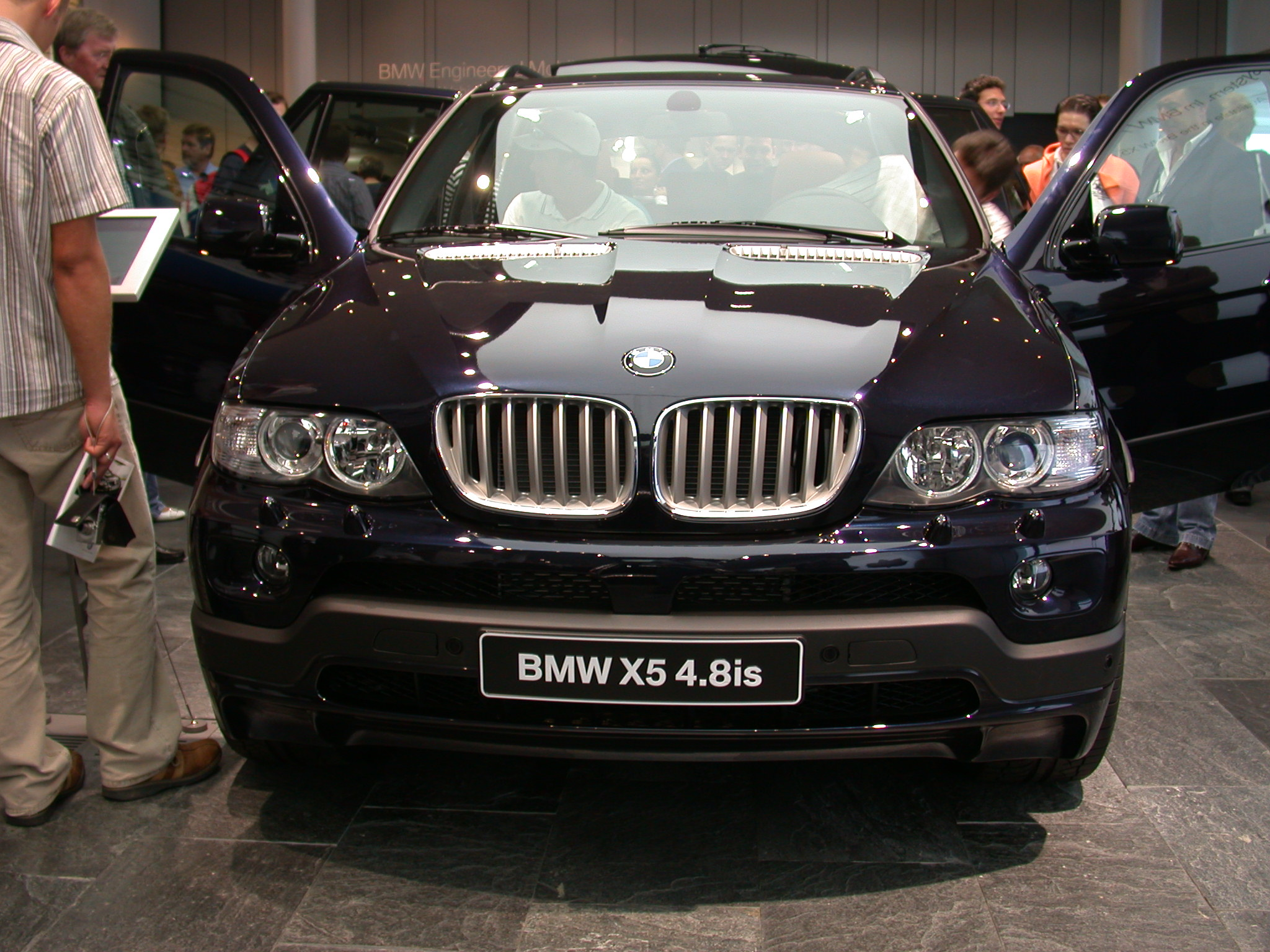
BMW X5 4.8iS

|                             | X5 4.6iS | X5 4.8iS |
| --------------------------- | -------- | -------- |
| Puissance maximale (ch)     | 347      | 360      |
| 0 à 100 km/h (s)            | 6,9      | 6,1      |
| 0 à 200 km/h (s)            | 30,6     | ?        |
| Vitesse maximale (km/h)     | 239      | 246      |
| Kilomètre départ arrêté (s) | 27,8     | 27,6     |
| de 80 à 120 km/h (s)        | 4,7      | 4,3      |
| de 90 à 130 km/h (s)        | 6,1      | 6        |

| 3.0i                                              | 4.4i                   | 4.4i                   | 4.6iS                  | 4.8iS                  |
| ------------------------------------------------- | ---------------------- | ---------------------- | ---------------------- | ---------------------- |
| 6 cylindres en ligne                              | 8 cylindres en V       | 8 cylindres en V       | 8 cylindres en V       | 8 cylindres en V       |
| atmosphérique                                     |                        |                        |                        |                        |
| 2 979 cm3                                         | 4 398 cm3              | 4 398 cm3              | 4 619 cm3              | 4 799 cm3              |
| 231 ch à 5 900 tr/min                             | 286 ch à 5 400 tr/min  | 320 ch à 6 100 tr/min  | 347 ch à 5 700 tr/min  | 360 ch à 6 200 tr/min  |
| 300 N m à 3 500 tr/min                            | 440 N m à 3 600 tr/min | 440 N m à 3 700 tr/min | 480 N m à 3 700 tr/min | 500 N m à 3 500 tr/min |
| Transmission intégrale                            |                        |                        |                        |                        |
| BVM 5 puis BVM 6 (BVA 5)                          | BVA 5                  | BVA 6                  | BVA 5                  | BVA 6                  |
| "L" x "l" x "H" = 4,667 x 1,872 x 1,707(1,760) m3 |                        |                        |                        |                        |
| Capacité du réservoir = 93 L                      |                        |                        |                        |                        |
| 2 070 kg                                          | 2 180 kg               | 2 195 kg               | 2 180 kg               | 2 275 kg               |

| 3.0d                                              | 3.0d                            |
| ------------------------------------------------- | ------------------------------- |
| 6 cylindres en ligne                              |                                 |
| turbocompressé                                    |                                 |
| 2 993 cm3                                         |                                 |
| 184 ch à 4 000 tr/min                             | 218 ch à 4 000 tr/min           |
| 410 N m de 2 000 à 3 000 tr/min                   | 500 N m de 2 000 à 2 750 tr/min |
| Transmission intégrale                            |                                 |
| BVM 5 (BVA 5)                                     | BVM 6 (BVA 6)                   |
| "L" x "l" x "H" = 4,667 x 1,872 x 1,72 (1,760) m3 |                                 |
| Capacité du réservoir = 93 L                      |                                 |
| 2 155 kg                                          | 2 170 kg                        |

## BMW X5 E70 (2006-2013)
Le marché des SUV ayant connu un essor sans précédent depuis l’arrivée de la Mercedes-Benz ML, BMW se lance dans un marché à forte concurrence avec les Audi Q7, Porsche Cayenne et Volkswagen Touareg.
En affichant des dimensions en hausse : +19 cm en longueur, +11 cm en empattement, +6 cm en largeur et hauteur, la BMW X5 peut désormais accueillir sept personnes.
Dès sa commercialisation en 2007, trois motorisations sont disponibles. Deux blocs de nouvelles générations (le 3.0si de 272 ch et le 3.0d de 235 ch) et un bloc reconduit (le 4.8i de 355 ch). Toutes ces motorisations sont proposées avec une nouvelle transmission à six rapports dont le levier a été redessiné. Par ailleurs, le frein à main disparait au profit d’un frein de parking automatique et la X5 propose désormais des équipements inédits sur ce segment (affichage tête haute, suspension à amortissement piloté, direction asservie à la vitesse, …).
2008 marque l’arrivée d’un nouveau bloc bi-turbo Diesel de 286 ch (3.0sd). Toute la gamme adopte par ailleurs la nouvelle dénomination xDrive propre au modèle à quatre roues motrices de la marque.
Début 2009, BMW présente la X5 M. Forte de 555 ch, elle vient se placer en rivale des Porsche Cayenne Turbo et Mercedes-Benz ML 63 AMG.
En 2010, la BMW X5 subit un léger restylage accompagnée d’évolutions techniques de taille. Les motorisations essence xDrive30i et xDrive48i sont remplacées par des blocs turbocompressés tandis que les motorisations Diesel xDrive30d et xDrive35d gagnent en efficience. Toutes les motorisations reçoivent désormais une nouvelle boîte automatique à 8 rapports réduisant consommation et émissions polluantes.

### Performances et consommation

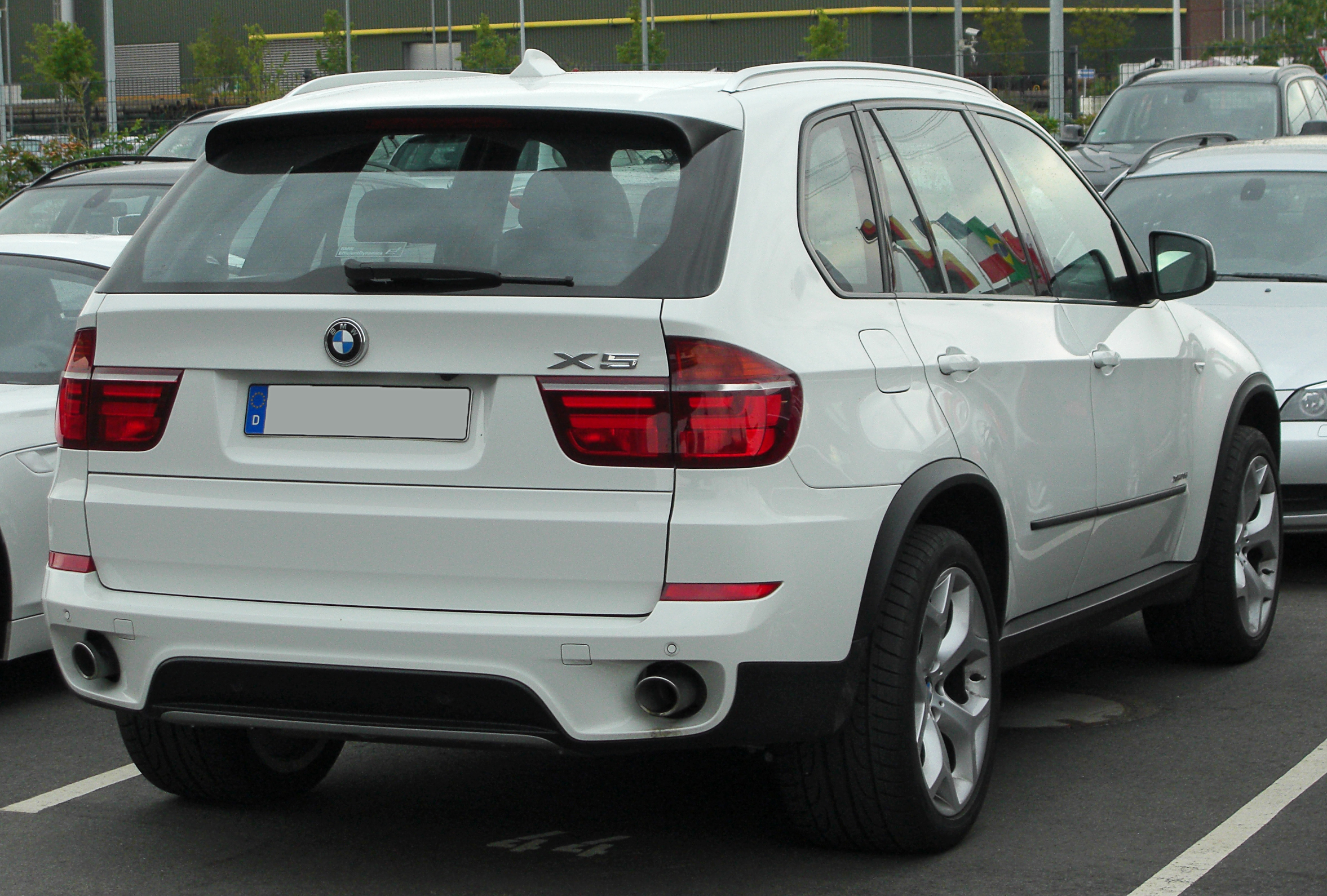
BMW X5 xDrive30d

La gamme 2010 se compose désormais des xDrive35i, xDrive50i, M, xDrive30d et xDrive40d.
La motorisation essence d'entrée de gamme atteint les 100 km/h en 6,8 s pour une vitesse maximale de 235 km/h, selon le constructeur. La consommation moyenne s’établit quant à elle à 10,1 L/100 km en cycle mixte tandis que les rejets de CO2 atteignent 235 g/km.
La version xDrive50i, plus puissante de 101 ch, atteint les 100 km/h en 5,5 s et accroche les 240 km/h. La consommation moyenne en cycle mixte est fixée à 12,5 L/100 km pour 292 g/km de CO2 rejeté.
Toujours selon le constructeur, la motorisation Diesel xDrive30d permet à la X5 d'atteindre les 100 km/h en 7,6 s pour une vitesse maximale de 210 km/h. Diesel oblige, la consommation moyenne reste maîtrisée avec 7,4 L/100 km en cycle mixte et 195 g/km de CO2 rejeté.
En consommant seulement 0,1 L/100 km de plus que la version xDrive30d, la version xDrive40d met une seconde de moins pour atteindre les 100 km/h et affiche 236 km/h de vitesse maximale, les rejets de CO2 s'établissant à 198 g/km.

#### X5 M

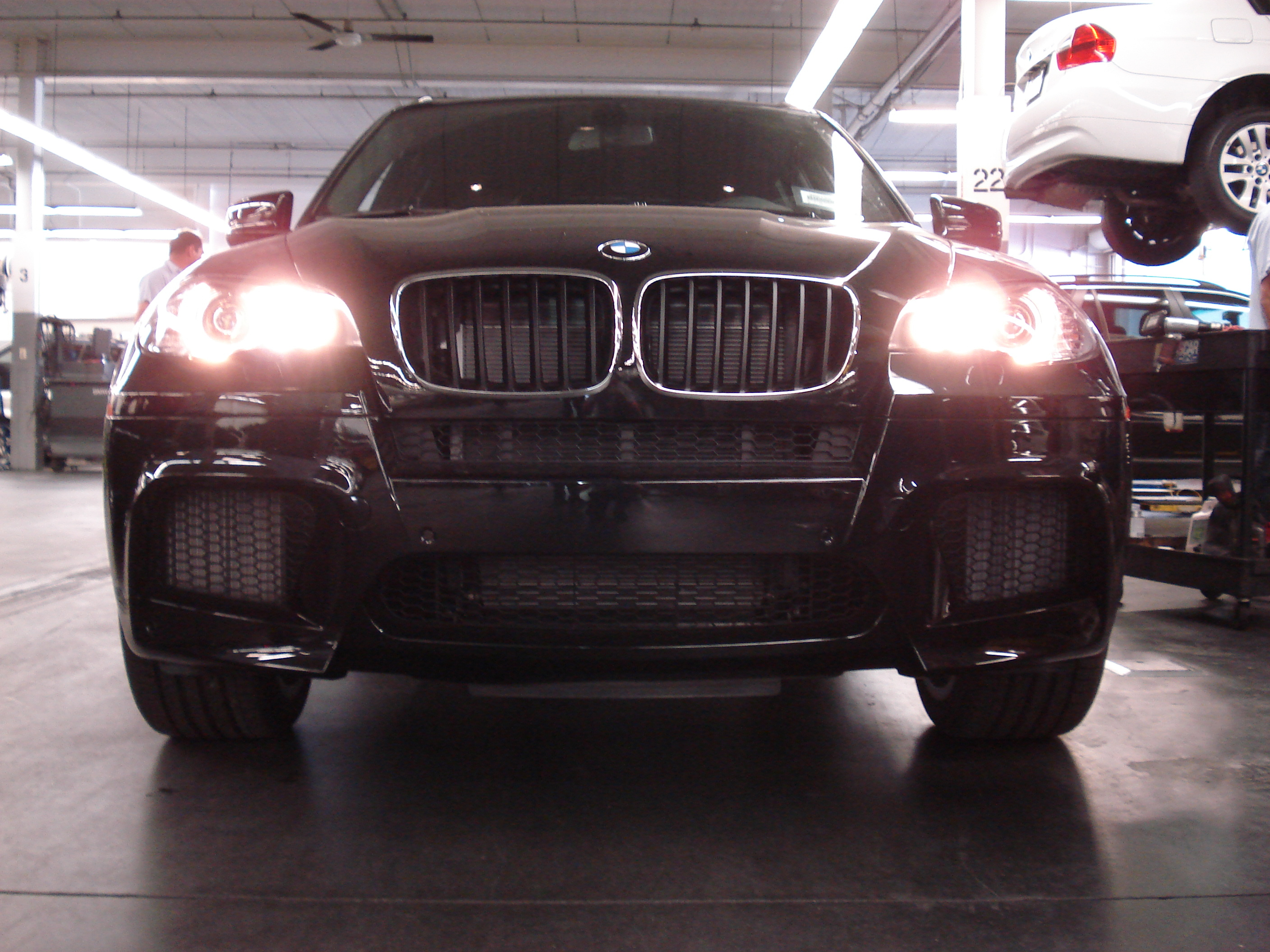
BMW X5 M

Constituant l'offre sportive de la gamme, la X5 M fut présentée au Salon de l'automobile de New York (New York Auto Show) en avril 2009 et disponible en concessions à compter de septembre 2009. Bénéficiant d'une transmission intégrale, la X5 M est motorisée par le V8 TwinPower Turbo de type S63 : un bloc biturbo de 4,4 litres de cylindrée développant une puissance maximale de 555 chevaux à 5 750 tr/min et un couple allant jusqu'à 679 N m entre 1 500 et 5 650 tr/min.
Concurrente des Mercedes ML63 AMG et Porsche Cayenne Turbo S, ses performances se rapprochent de celles d'une Porsche 997 Carrera et en font le SUV le plus puissant disponible au moment de son lancement :
- 0 à 100 km/h couvert en 4,4 s
- 0 à 200 km/h couvert en 16,5 s
- Kilomètre départ arrêté couvert en 23,3 s
- Reprise de 80 à 120 km/h en 3 s
- Reprise de 80 à 180 km/h en 11,2 s
- Enfin la vitesse maximale réelle culmine à 275 km/h

| 3.0si ou xDrive30i                        | xDrive35i                                 | 4.8i ou xDrive48i                         | xDrive50i                                 | M                               |
| ----------------------------------------- | ----------------------------------------- | ----------------------------------------- | ----------------------------------------- | ------------------------------- |
| 6 cylindres en ligne                      | 6 cylindres en ligne                      | 8 cylindres en V                          | 8 cylindres en V                          | 8 cylindres en V                |
| atmosphérique                             | turbocompressé                            | atmosphérique                             | biturbocompressé                          | biturbocompressé                |
| 2 996 cm3                                 | 2 979 cm3                                 | 4 799 cm3                                 | 4 395 cm3                                 | 4 395 cm3                       |
| 272 ch à 6 650 tr/min                     | 306 ch à 5 800 tr/min                     | 355 ch à 6 300 tr/min                     | 407 ch de 5 500 à 6 400 tr/min            | 555 ch à 6 000 tr/min           |
| 315 N m à 3 500 tr/min                    | 400 N m de 1 200 à 5 000 tr/min           | 475 N m de 3 400 à 3 800 tr/min           | 600 N m de 1 750 à 4 500 tr/min           | 680 N m de 1 500 à 5 650 tr/min |
| Transmission int égrale                   |                                           |                                           |                                           |                                 |
| BVA 6                                     | BVA 8                                     | BVA 6                                     | BVA 8                                     | BVA 6                           |
| "L" x "l" x "H" = 4,854 × 1,933 × 1,766 m | "L" x "l" x "H" = 4,854 × 1,933 × 1,766 m | "L" x "l" x "H" = 4,854 × 1,933 × 1,766 m | "L" x "l" x "H" = 4,854 × 1,933 × 1,766 m | 4,851 × 1,994 × 1,764 m         |
| Capacité du réservoir = 85 L              |                                           |                                           |                                           |                                 |
| 2 075 kg                                  | 2 145 kg                                  | 2 180 kg                                  | 2 265 kg                                  | 2 380 kg                        |

| 3.0d ou xDrive30d                          | xDrive30d                       | 3.0sd ou xDrive35d              | xDrive40d                       | xDriveM50d                      |
| ------------------------------------------ | ------------------------------- | ------------------------------- | ------------------------------- | ------------------------------- |
| 6 cylindres en ligne                       | 6 cylindres en ligne            | 6 cylindres en ligne            | 6 cylindres en ligne            | 6 cylindre en ligne             |
| turbocompressé                             | turbocompressé                  | biturbocompressé                | biturbocompressé                | triturbocompressé               |
| 2 993 cm3                                  | 2 993 cm3                       | 2 993 cm3                       | 2 993 cm3                       | 2993 cm³                        |
| 235 ch à 4 000 tr/min                      | 245 ch à 4 000 tr/min           | 286 ch à 4 400 tr/min           | 306 ch à 4 400 tr/min           | 381ch à 400tr/min               |
| 520 N m de 2 000 à 2 750 tr/min            | 540 N m de 1 750 à 3 000 tr/min | 580 N m de 1 750 à 2 250 tr/min | 600 N m de 1 500 à 2 500 tr/min | 740 N m de 2 000 à 3 000 tr/min |
| Transmission intégrale                     | Transmission intégrale          | Transmission intégrale          | Transmission intégrale          | Propulsion                      |
| BVA 6                                      | BVA 8                           | BVA 6                           | BVA 8                           | BVA8                            |
| "L" x "l" x "H" = 4,857 x 1,933 x 1,776 m3 |                                 |                                 |                                 |                                 |
| Capacité du réservoir = 85 L               | Capacité du réservoir = 85 L    | Capacité du réservoir = 85 L    | Capacité du réservoir = 85 L    | Capacité du réservoir=85L       |
| 2 150 kg                                   | 2 150 kg                        | 2 185 kg                        | 2 185 kg                        | 2 225 kg                        |

### Phase 2
La X5 est restylée en 2010 avec des petites évolutions cosmétiques.

BMW X5 Xdrive40d phase 2 au Mondial de l'Automobile de Paris 2012
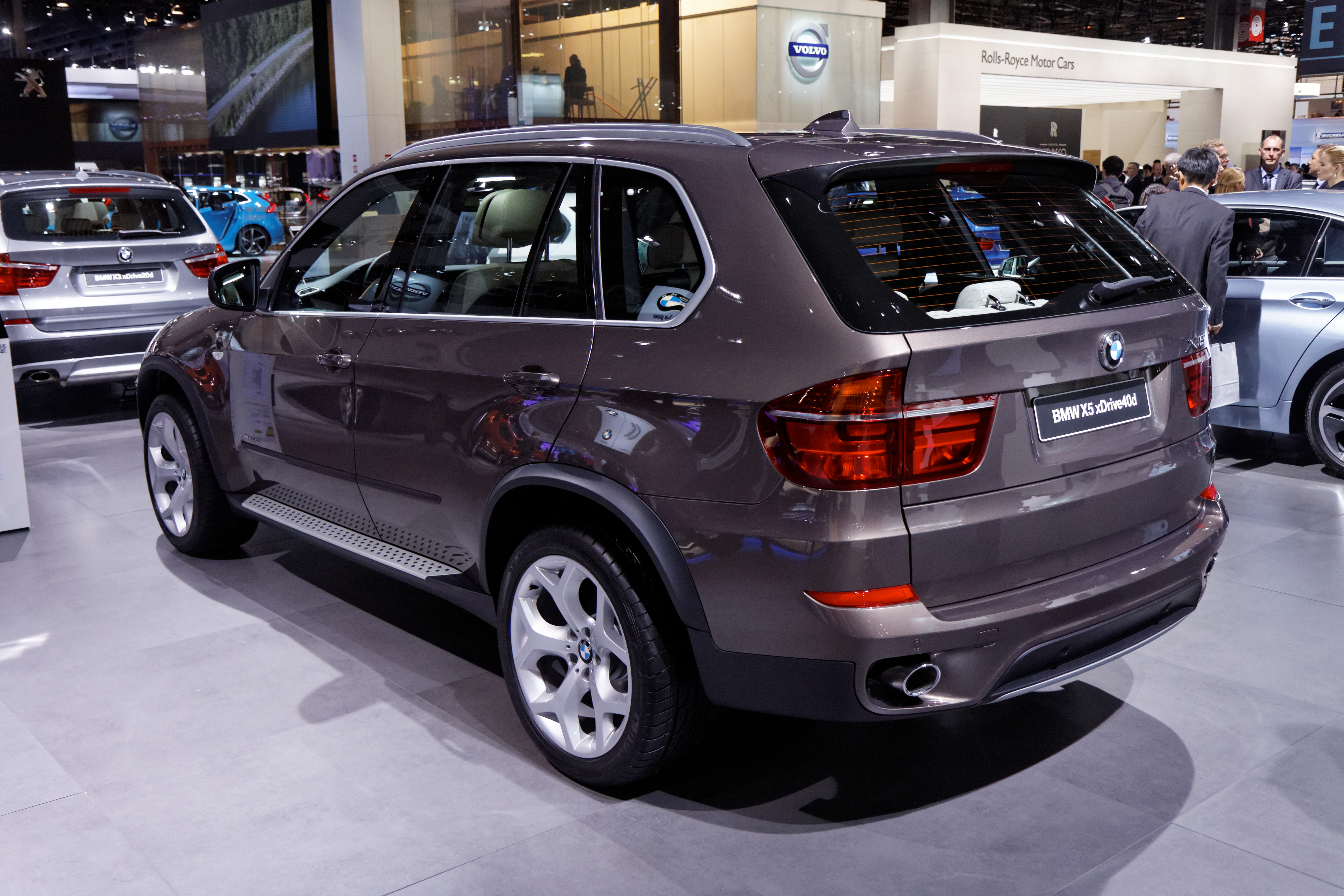
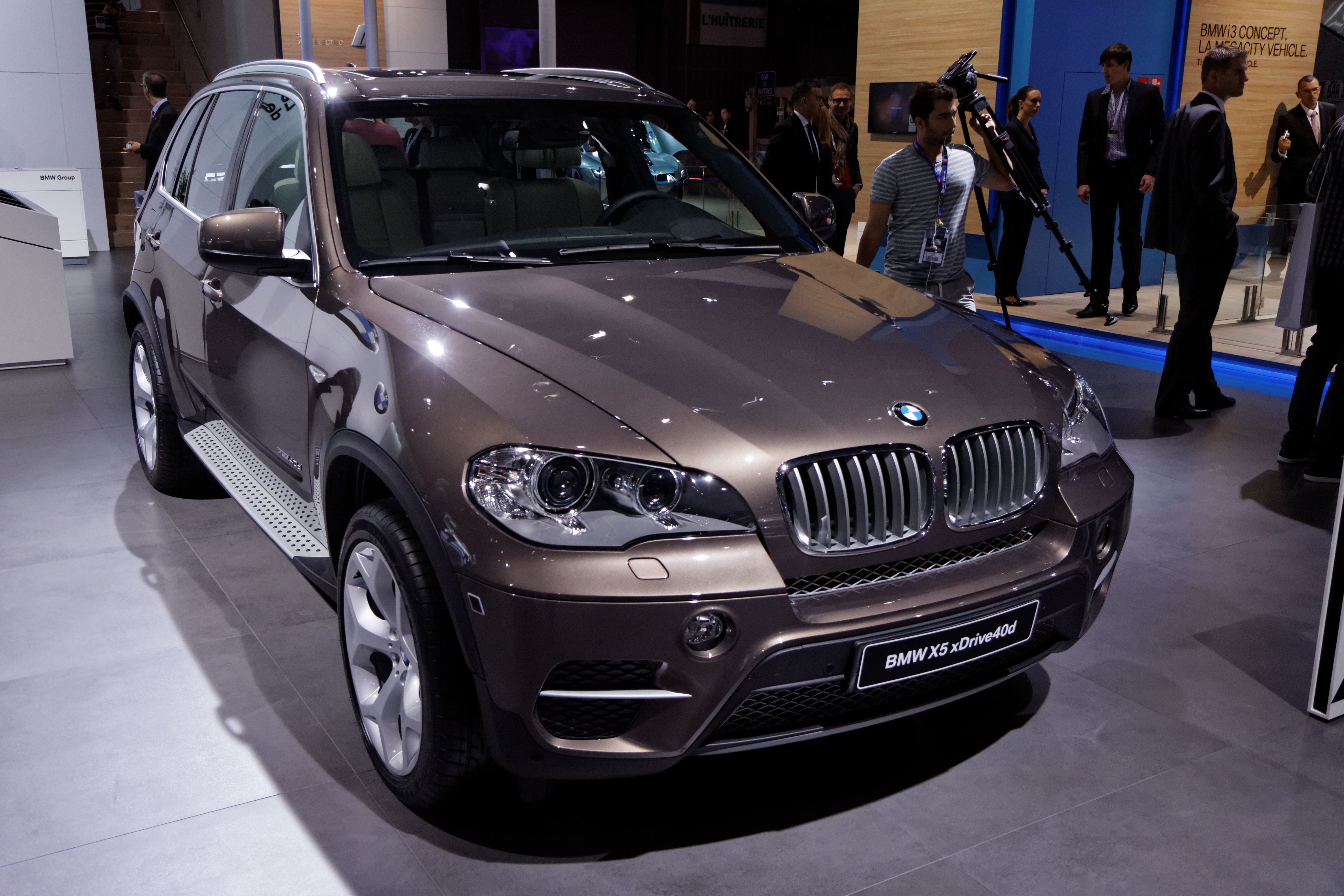

## BMW X5 F15 (2013-2018)

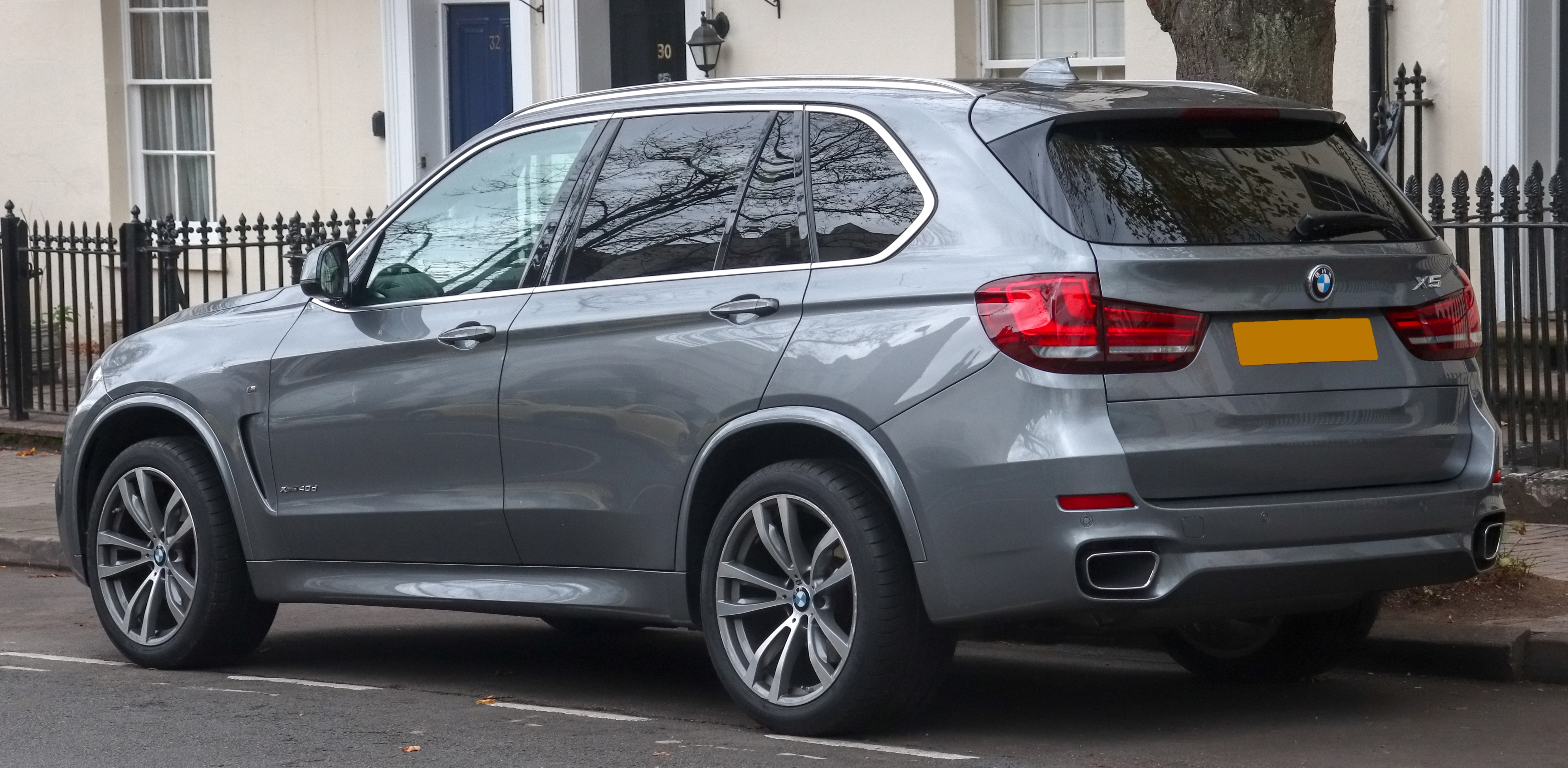
BMW X5 (F15)

BMW a présenté officiellement la troisième génération de la X5 le 30 mai 2013. Le nouveau modèle est produit dans l'unité de production du constructeur en Caroline du Sud, aux États-Unis, avec les modèles X3 et X6, et commercialisée à partir de novembre 2013.
À son lancement commercial, la nouvelle X5 bénéficie de trois motorisations : un V8 4,4 L biturbo essence de 450 chevaux (xDrive50i), le bloc Diesel N57 à six cylindres en ligne suralimenté (xDrive30d) ainsi que la version N57S à triple suralimentation développant 381 ch (M50d), disponible depuis 2012 sur la Série 5, la X6 et la précédente version de X5.
En décembre 2013, la gamme de motorisation se complète avec les xDrive40d, xDrive35i ainsi que le premier moteur à quatre cylindres (xDrive25d à transmission intégrale et sDrive25d à propulsion) sur la X5 pour abaisser le prix d'entrée et concurrencer la Mercedes-Benz ML250 CDi (GLE 250d depuis 2015).
Lors du salon de Los Angeles en 2014, BMW a présenté la nouvelle version de son SUV sportif, la X5M. Par rapport à la génération précédente - dont elle reprend le moteur - elle gagne 20 ch et 70 N m de couple. Enfin elle passe désormais de 0 à 100 km/h en 4,2 s.

### Motorisations
Les valeurs entre parenthèses correspondent à la variante équipée de la transmission intégrale xDrive.
Les chiffres de consommation de carburant et de pollution correspondent aux chiffres maximaux proposés par le constructeur.

#### Essence
|                              | xDrive35i                     | xDrive50i                     | X5 M                          |
| ---------------------------- | ----------------------------- | ----------------------------- | ----------------------------- |
| Moteur                       | 6-cylindres en ligne          | V8                            | V8                            |
| Cylindrée (cm3)              | 2 979                         | 4 395                         | 4 395                         |
| Puissance maximale ch (kW)   | 306 (de 5 800 à 6 400 tr/min) | 450 (de 5 500 à 6 000 tr/min) | 575 (de 6 000 à 6 500 tr/min) |
| Couple maximal (N m)         | 400 (de 1 200 à 5 000 tr/min) | 650 (de 2 000 à 4 500 tr/min) | 750 (de 2 200 à 5 000 tr/min) |
| Boîte de vitesses            | Steptronic 8                  | Steptronic 8                  | Steptronic 8                  |
| Vitesse maximale (en km/h)   | 235                           | 250                           | 250                           |
| 0-100 km/h (en s)            | 6,5                           | 4,9                           | 4,2                           |
| Consommation (en L/100 km)   | 8,5                           | 9,7                           | 11,1                          |
| Émissions de CO2 (en g/km)   | 199                           | 226                           | 258                           |
| Capacité du réservoir (en L) | 85                            | 85                            | 85                            |
| Masse à vide (en kg)         | 2 105                         | 2 250                         | 2 350                         |
| Norme environnementale       | Euro 6                        | Euro 6                        | Euro 6                        |

#### Hybride
|                              | xDrive40e iPerformance                       |
| ---------------------------- | -------------------------------------------- |
| Moteur                       | 4-cylindres + moteur électrique              |
| Cylindrée                    | 1 997 cm3                                    |
| Puissance maximale           | 245 (essence) + 113 (électrique) ch = 313 ch |
| Couple maximal               | 450 N m                                      |
| Norme environnementale       | Euro 6                                       |
| Boîte de vitesses            | Steptronic 8                                 |
| Vitesse maximale (en km/h)   | 210                                          |
| 0-100 km/h (en s)            | 6,8                                          |
| Consommation (en L/100km)    | 3,4                                          |
| Émissions de CO2 (en g/km)   | 78                                           |
| Capacité batterie (en kWh)   | 9,2                                          |
| Capacité du réservoir (en L) | 85                                           |
| Masse à vide (en kg)         | 2 305                                        |

#### Diesel
|                              | sDrive25d / xDrive              | xDrive30d                       | xDrive40d                       | M50d                            |
| ---------------------------- | ------------------------------- | ------------------------------- | ------------------------------- | ------------------------------- |
| Moteur                       | 4-cylindres en ligne            | 6-cylindres en ligne            | 6-cylindres en ligne            | 6-cylindres en ligne            |
| Cylindrée                    | 1 995 cm3                       | 2 993 cm3                       | 2 993 cm3                       | 2 993 cm3                       |
| Puissance maximale           | 231 ch à 4 400 tr/min           | 258 ch à 4 000 tr/min           | 313 ch à 4 400 tr/min           | 381 ch à 4 400 tr/min           |
| Couple maximal               | 500 N m de 2 000 à 3 000 tr/min | 560 N m de 1 500 à 3 000 tr/min | 630 N m de 1 500 à 2 500 tr/min | 740 N m de 2 000 à 3 000 tr/min |
| Norme environnementale       | Euro 6                          | Euro 6                          | Euro 6                          | Euro 6                          |
| Boîte de vitesses            | Steptronic 8                    | Steptronic 8                    | Steptronic 8                    | Steptronic 8                    |
| Vitesse maximale (en km/h)   | 220                             | 230                             | 236                             | 250                             |
| 0-100 km/h (en s)            | 7,7 / (7,7)                     | (6,8)                           | (5,9)                           | (5,3)                           |
| Consommation (en L/100km)    | 5,4 / (5,6)                     | (6,0)                           | (6,0)                           | (6,6)                           |
| Émissions de CO2 (en g/km)   | 141 / (148)                     | (158)                           | (159)                           | (173)                           |
| Capacité du réservoir (en L) | 85                              | 85                              | 85                              | 85                              |
| Masse à vide (en kg)         | 2 070 / (2 115)                 | (2 145)                         | (2 185)                         | (2 265)                         |

## BMW X5 G05 (2018-)
BMW présente officiellement la quatrième génération du X5 (G05) le 6 juin 2018. Ce nouveau modèle est toujours produit dans l'usine du constructeur en Caroline du Sud, aux États-Unis, aux côtés des X3, X4, X6 et X7. La production démarre en août pour une commercialisation en novembre 2018.

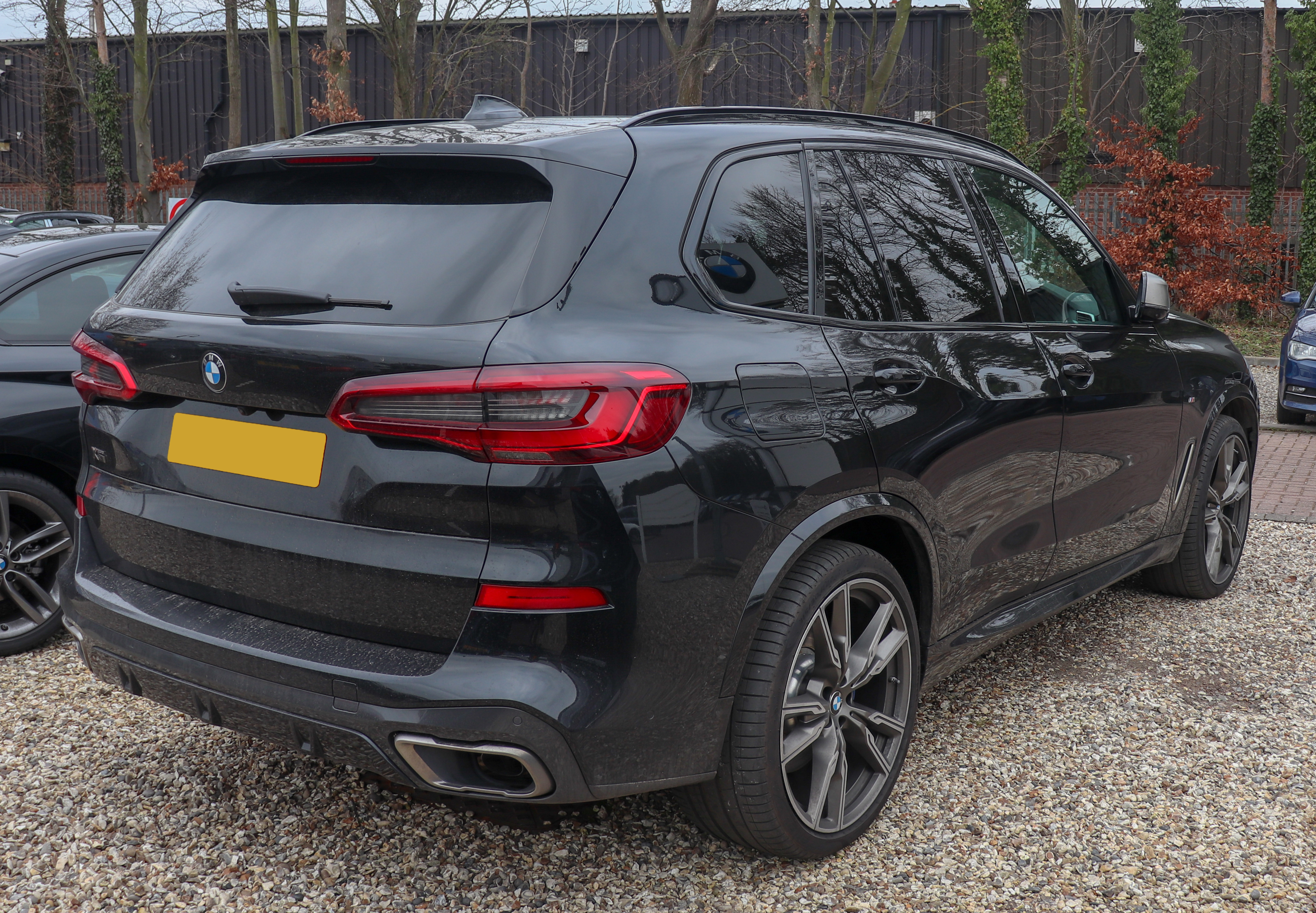
BMW X5 (G05)
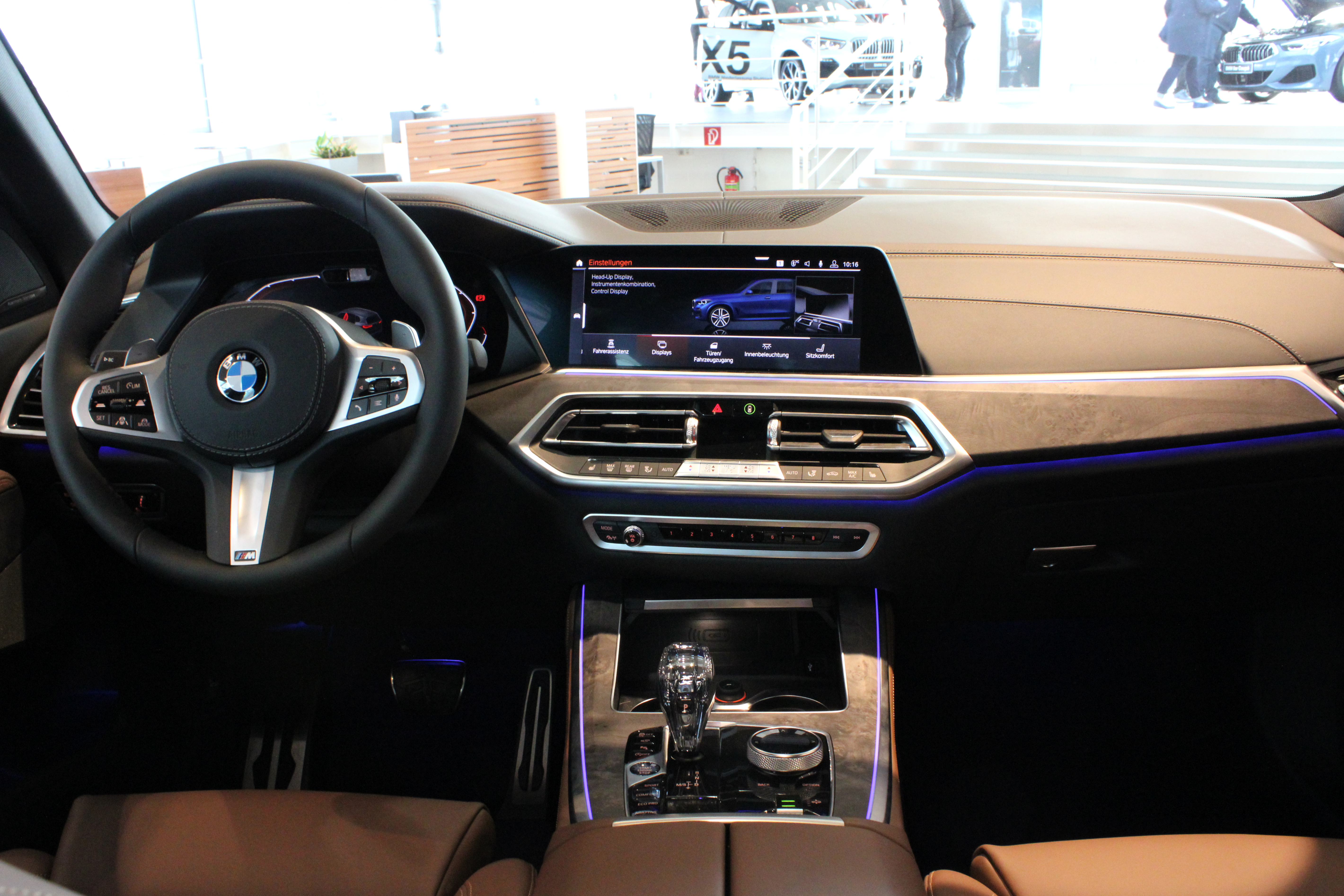
Intérieur
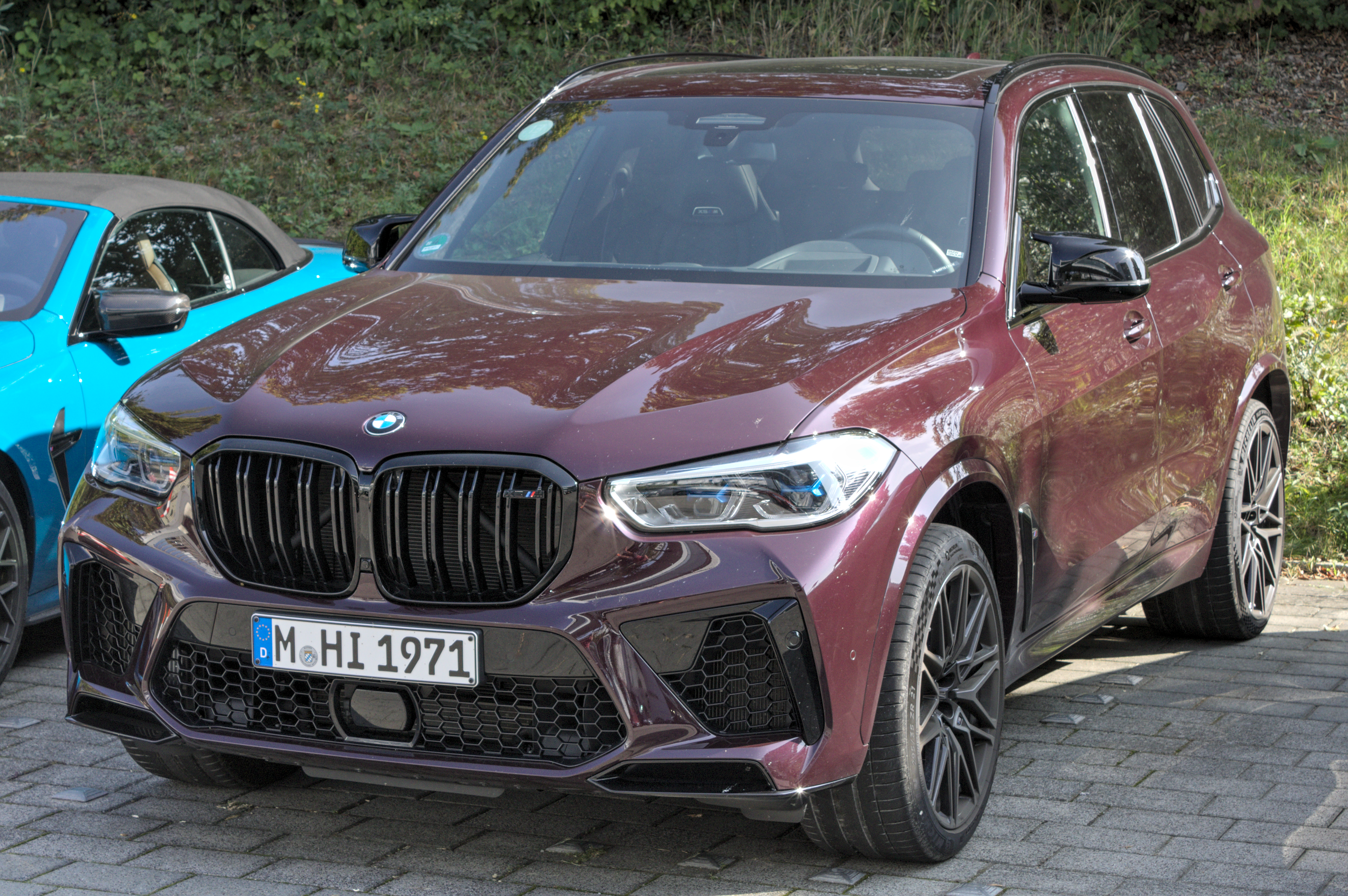
X5M

Trois motorisations seront disponibles au lancement dont un essence le xDrive40i et deux diesel les xDrive30d et M50d. Notons que le marché nord américain recevra une motorisation supplémentaire, le xDrive50i fort de son V8 4,4 L de 462 ch issu directement de la M550i xDrive mais compte tenu des nouvelles normes européennes (WLTP) entrant en application en septembre, BMW a été contraint de ne pas lancer cette motorisation sur le marché européen. En revanche, en 2019 le V8 4,4 L devrait réapparaître sur le catalogue européen après avoir reçu toutes les modifications en matière de pollution mais cette fois sous l'appellation M50i.

### iX5 Hydrogen

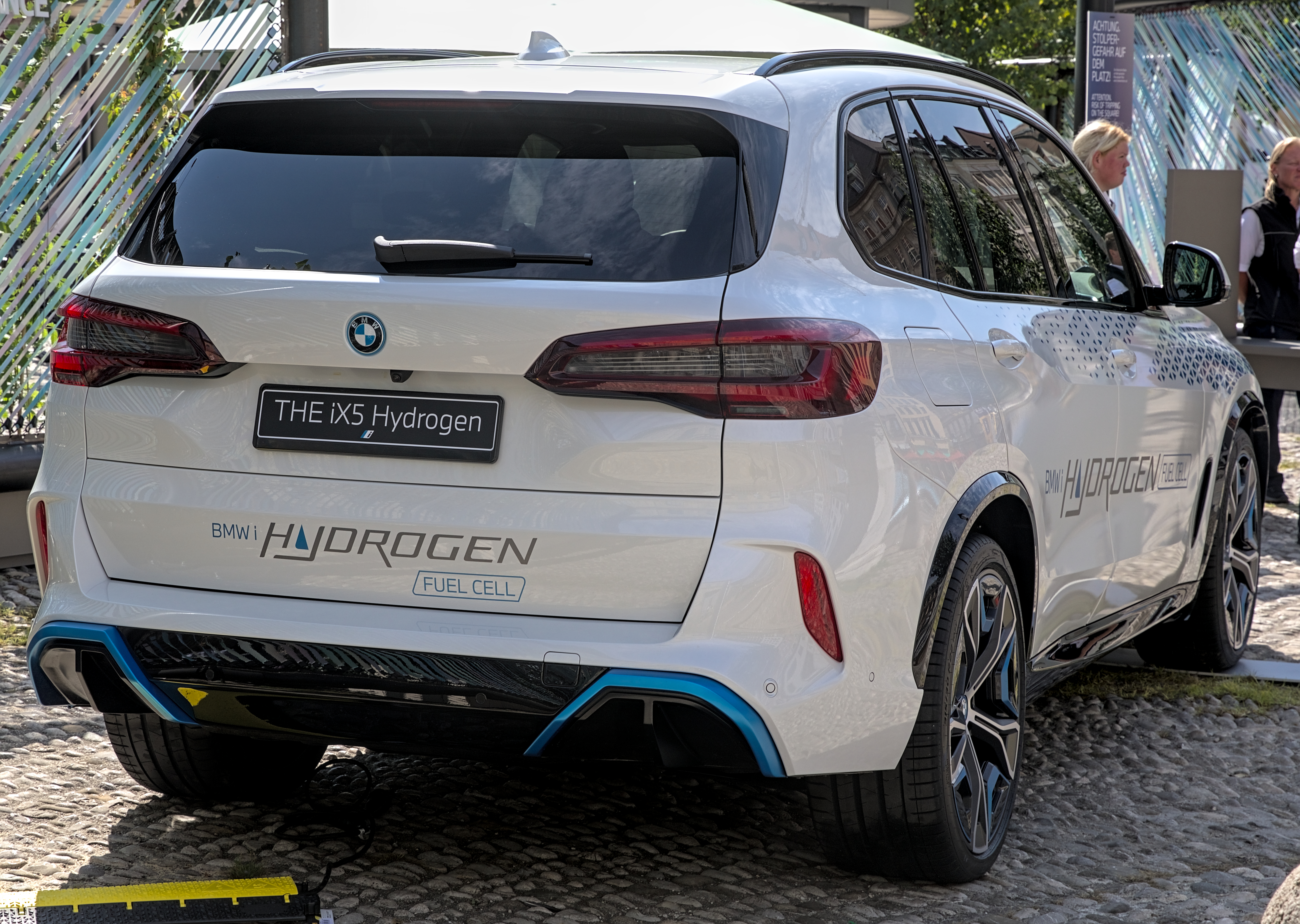
BMW iX5 Hydrogen.

La future version à hydrogène est testée en période de grand froid dans le nord de la Suède en mars 2022. Cet iX5 Hydrogen est commercialisé en petite série à partir du second semestre 2022.
Les cellules de la pile à combustible de l'iX5 Hydrogen sont issues de la Toyota Mirai. 6 kg d'hydrogène sont contenus dans deux réservoirs, et peuvent être remplis dans une station spécifique en moins de 5 minutes. Une batterie se trouve sous le plancher du coffre, réduisant sa taille de 150 L par rapport au X5 thermique.

### Motorisations
Les chiffres de consommation de carburant et de pollution correspondent aux chiffres maximaux proposés par le constructeur.

#### Essence
|                              | xDrive40i                   | M50i                        | X5 M                           | X5 M Compétition               |    |
| ---------------------------- | --------------------------- | --------------------------- | ------------------------------ | ------------------------------ | -- |
| Moteur                       | 6-cylindres en ligne        | V8                          | V8                             | V8                             | V8 |
| Admission                    | Turbocompressé              | Bi-turbocompressé           | Bi-turbocompressé              | Bi-turbocompressé              |    |
| Cylindrée (cm3)              | 2 998                       | 4 395                       | 4 395                          | 4 395                          |    |
| Puissance maximale ch (kW)   | 340 de 5 500 à 6 500 tr/min | 530 de 5 500 à 6 000 tr/min | 600 à 6 000 tr/min             | 625 à 6 000 tr/min             |    |
| Couple maximal (N m)         | 450 de 1 500 à 5 200 tr/min | 750 de 1 800 à 4 600 tr/min | 750 de 1 800 à 5 600 tr/min    | 750 de 1 800 à 5 800 tr/min    |    |
| Norme environnementale       | Euro 6d Temp                | Euro 6d Temp                | Euro 6d Temp                   | Euro 6d Temp                   |    |
| Boîte de vitesses            | Steptronic 8                | Steptronic 8                | M Steptronic 8 avec Drivelogic | M Steptronic 8 avec Drivelogic |    |
| Vitesse maximale (en km/h)   | 243                         | 250                         | 250 / (290 Pack M Driver)      | 250 / (290 Pack M Driver)      |    |
| 0-100 km/h (en s)            | 5,5                         | 4,3                         | 3,9                            | 3,8                            |    |
| Consommation (en L/100 km)   | 8,8                         | 10,5-10,7                   | 12,8-13,0                      | 12,8-13,0                      |    |
| Émissions de CO2 (en g/km)   | 200                         | 238-243                     | 291-296                        | 291-296                        |    |
| Capacité du réservoir (en L) | 83                          | 83                          | 83                             | 83                             |    |
| Masse à vide (en kg)         | 2 135                       | 2 315                       | 2 385                          | 2 385                          |    |

#### Hybride
|                                         | xDrive45e iPerformance                                                                               |
| --------------------------------------- | --- |
| Moteur                                  | 6-cylindres en ligne + moteur électrique                                                             |
| Cylindrée                               | 2 998 cm3                                                                                            |
| Puissance maximale                      | 320 ch essence (moteur réduit) ou 390 ch essence(non-réduit) + 110 électrique) ch = 430 ch ou 500 ch |
| Couple maximal                          | 600 N m                                                                                              |
| Norme environnementale                  | Euro 6d Temp                                                                                         |
| Boîte de vitesses                       | Steptronic (en option) 8 rapports                                                                    |
| Vitesse maximale (en km/h)              | 260                                                                                                  |
| 0-100 km/h (en s)                       | 5,6                                                                                                  |
| Consommation (en L/100km)               | 1,7-2,0                                                                                              |
| Consommation électrique (en kWh/100 km) | 20,0-23,5                                                                                            |
| Émissions de CO2 (en g/km)              | 39-47                                                                                                |
| Capacité batterie (en kWh)              | 24                                                                                                   |
| Autonomie électrique (en km)            | 86-97                                                                                                |
| Capacité du réservoir (en L)            | 70L                                                                                                  |
| Masse à vide (en kg)                    | 2 510                                                                                                |

#### Diesel
|                              | xDrive30d                       | M50d                            |
| ---------------------------- | ------------------------------- | ------------------------------- |
| Moteur                       | 6-cylindres en ligne            | 6-cylindres en ligne            |
| Alimentation                 | Turbocompressé                  | Quadri-turbocompressé           |
| Cylindrée                    | 2 993 cm3                       | 2 993 cm3                       |
| Puissance maximale           | 265 ch à 4 000 tr/min           | 400 ch à 4 400 tr/min           |
| Couple maximal               | 620 N m de 2 000 à 2 500 tr/min | 760 N m de 2 000 à 3 000 tr/min |
| Norme environnementale       | Euro 6d Temp                    | Euro 6d Temp                    |
| Boîte de vitesses            | Steptronic 8                    | Steptronic 8                    |
| Vitesse maximale (en km/h)   | 230                             | 250                             |
| 0-100 km/h (en s)            | (6,5)                           | (5,2)                           |
| Consommation (en L/100km)    | (6,8)                           | (7,2)                           |
| Émissions de CO2 (en g/km)   | (179)                           | (190)                           |
| Capacité du réservoir (en L) | 80                              | 80                              |
| Masse à vide (en kg)         | (2 185)                         | (2 350)                         |

### Séries limitées
- BMW X5 M Competition First Edition[13]
- BMW X5 Black Vermilion[14]